# Dadicho Ier
Mar Dadisho I fut Catholicos de l'Église de l'Orient de 421 à 456. Son ministère patriarcal est marqué par le Synode de Markabta en 424.
Il y constate le grand nombre d'apostasies.
Lors de ce synode, Dadicho souhaite obtenir l'approbation des évêques pour sa démission. Cependant, ces derniers refusent, en argumentant que le Catholicos (chef de l'Église) ne doit rendre des comptes qu'au Christ et ne peut donc être légitimement contesté. Ce refus a pour conséquence de renforcer l'autonomie de l'Église orientale vis-à-vis de l'Église d'Occident.
Dadisho devint alors le premier patriarche de Séleucie-Ctesiphon.